# Nanggeleng (Cipeundeuy)
Nanggeleng is een bestuurslaag in het regentschap Bandung Barat van de provincie West-Java, Indonesië. Nanggeleng telt 8042 inwoners (volkstelling 2010).